# Ґертруда Вівер
Ґертруда Вівер (англ. Gertrude Weaver; 4 липня 1898, Округ Лафаєтт, Арканзас, США — 6 квітня 2015, Камден, Арканзас, США) — американська довгожителька, отримала титул найстарішої людини планети 31 березня 2015 року, після смерті 117-річної японки Місао Окави. Займає 14 місце у списку найстаріших верифікованих людей в історії (116 років, 276 днів).

## Життєпис
Народилась на південному-заході Арканзасу в сім'ї Чарльза Гейнса (нар. в травні 1861 року) і Офелії Джеффріз (нар. в грудні 1866 року), які були скіпщиками. Вийшла заміж за Генні Вівера в 1915 році і народила 4 дітей. До її 116-ліття в живих лишився тільки один син, Джо, якому тоді було 93 роки.
В 104 роки вона потрапила в будинок для людей похилого віку в Камдені (штат Арканзас) після того як зламала стегно. Після відновлення вона змогла повернутися додому з допомогою своєї внучки. В 109 років вона знову опинилася в будинку для людей похилого віку «Срібні дуби» в Камдені (Арканзас).
Її здоров'я трохи погіршилось після її 115-річчя, але Ґертруда продовжувала виходити зі своєї кімнати для їжі та вправ. У неї не було ніяких хронічних захворювань, характерних для людей її віку, вона добре спала, а також не вживала алькоголь і не палила.
Вівер розповіла Associated Press, що є три фактори її довголіття: «Віра в Бога, працелюбність і любов до ближніх». А в інтерв'ю Time вона додала ще й четвертий фактор, який, можливо, є найголовнішим: «Робити все, що в наших силах, а якщо щось не в наших силах, значить, це не в наших силах». До святкування її 116-ліття Група геронтологічних досліджень (GRG) оголосила про верифікацію віку Вівер, що зробило її найстарішою верифікованою нині живою американкою, і подарувала їй почесний знак зі званням найстарішого американця (GRG і Книга рекордів Гіннеса встановили, що Вівер старша за Джераліен Теллі, яка раніше вважалась найстарішою). Вона також отримала лист від президента Обами, а мер Камдена оголосив її день народження «Днем Ґертруди».
6 квітня 2015 року, о 10 годині 12 хвилин, Ґертруда пішла з життя від ускладнень пневмонії.

## Рекорди довголіття
- 17 грудня 2012 року, після смерті Діни Манфредіні, Ґертруда Вівер стала найстарішим американцем.
- 14 жовтня 2014 року Ґертруда Вівер стала дев'ятою в списку найстаріших верифікованих людей світу, обігнавши свою співвітчизницю Бессі Купер.
- 1 листопада 2014 року Ґертруда Вівер стала восьмою в списку найстаріших верифікованих людей світу, обігнавши свою співвітчизницю Елізабет Болден.
- 27 грудня 2014 року Ґертруда Вівер стала сьомою в списку найстаріших верифікованих людей світу, обігнавши японку Тане Ікаї.
- 1 квітня 2015 року, після смерті Місао Окави, Ґертруда Вівер стала найстарішим верифікованим жителем Землі.

## Цікаві факти
- Ґертруда Вівер народилася на День незалежності США, який щорічно відзначають 4 липня.
- Після отримання титулу найстарішої верифікованої людини планети, Ґертруда запросила на свій 117 день народження президента США Барака Обаму.[14]